# Джеймс Сє
Джеймс Сє (англ. James Sie, нар. 18 грудня 1962, Самміт, Нью-Джерсі, США) — американський актор і письменник. Він озвучував анімаційного Джекі Чана та кількох інших персонажів у «Пригодах Джекі Чана», Мавпу-майстра у «Панді Кунг-Фу: Легенди крутості», замінивши Чана, та Едді Раджа в серії Uncharted. Його дебютний роман «Натюрморт Лас-Вегаса» (анг. Still Life Las Vegas) був опублікований у серпні 2015 року.

## Кар'єра
Він відомий як «імітатор Джекі Чана», оскільки його голос дуже схожий на голос Чана, особливо в дитячому анімаційному серіалі WB «Пригоди Джекі Чана». Він також озвучує Шенду в цьому ж серіалі. Він є голосом Майстра Мавпи для Nickelodeon's «Панда Кунг-Фу: Легенди крутості», замінивши Джекі Чана в кіно (Сє озвучував Мавпу у всіх відеоіграх). Серед інших популярних ролей — китайський американський футболіст Кван у фільмі «Денні Фантом», Чен Лін у «Чарівниці» (анг. W.I.T.C.H.), Фін Фан Фум і Радіоактивна Людина у «Marvel: Ultimate Alliance» та Едді Раджа в «Uncharted": Доля Дрейка», кілька разів озвучував «Аватар: Останній захисник», озвучував азійського вченого Джиммі в «Звичайне шоу», а також озвучував лорда Тажань Чжу у World of Warcraft: Mists of Pandaria. У нього була коротка роль буддійського лами в епізоді «Сімпсонів» 2021 року «Wad Goals».
Він знімався разом зі Сьюзі Накамури у фільмі 1997 року «Полуничні поля» (анг. Strawberry Fields). У нього також були ролі у фільмі 1996 року «Ланцюгова реакція» (анг. Chain Reaction). У 1999 році Сє написав і поставив автобіографічну моновиставу «Говорячи руками» (анг. Talking With My Hands) про своє дитинство в китайсько-італійській родині. Його п'єса «Острів блакитних дельфінів» (анг. Island of the Blue Dolphins) у театрі «Лайфлайн» у Чикаго, штат Іллінойс, була нагороджена премією Джозефа Джефферсона 1995 року за нову роботу. Джеймс також отримав дві номінації на премію Jeff Citation за адаптації «Дракули» та «Зморшки в часі» (анг. A Wrinkle in Time), які були створені в Інституті Лінкольн-центру в Нью-Йорку. Він отримав нагороду After Dark Award за фільм «Дорога до Грейсленду» (анг. The Road to Graceland). Серед інших його екранізацій — «Розмова зі смертю про СНІД» (анг. Talking AIDS to Death) Ренді Шилтса та «Хлопці-рикуни та авокадо смерті» (анг. The Snarkout Boys and the Avocado of Death) Деніела Пінквотера, яка також транслювалася в програмі «Театри Чикаго в ефірі» на WFMT.

## Особисте життя
Він гей і одружений на співаку та автору пісень Дугласу Вуду з 2008 р. У них є одна дитина, Бенджамін, якого вони всиновили з В'єтнаму.

## Фільмографія

### Фільми
- Ланцюгова реакція (1996) — Ken Lim
- Strawberry Fields (1997) — Люк
- Служителі закону (1998) — Vincent Ling
- Bats (1999) — Sergeant James
- Світ примар (2001) — Стівен
- Герой (2002) — Broken Sword (англійський дубляж, голос)
- Льодовиковий період 2: Глобальне потепління (2006) — Freaky Male (голос)
- Відпочивай, Скубі Ду! (анг. Chill Out, Scooby-Doo!) (2007) — Pemba
- Back to the Sea (2012) — Cook Liu (голос)
- Кунг-фу Панда: Секрети несамовитої п'ятірки (2008) — Great Master Viper (голос)
- Спогади про Марні (2014) — Kazuhiko (англійська версія, голос)
- Kung Fu Panda: Secrets of the Scroll (2016, Short) — Master Monkey / Great Master Viper (голос)
- Як приборкати дракона 3: Прихований світ (2019) — Chaghatai Khan (голос)
- Біла Змія (2019) — Dark General (англійський дубляж, голос)

### Телебачення
Зоряний шлях: Нижні палуби (2021) — Kaltorus (голос)
Панда Кунг-Фу: Лицар Дракона (2022) — Лао (голос)

### Відеоігри
- Bruce Lee: Quest of the Dragon (2002) — Додаткові голоси
- Command & Conquer: Generals (2003)
- Command & Conquer: Generals — Zero Hour (2003)
- Shellshock: Nam '67 (2004) — Diem
- Shark Tale (2004) — Additional Tenant Fish
- Jackie Chan Adventures (2004) — Джеки
- World of Warcraft: Mists of Pandaria (2004) — Лорд Тажань Джу
- X-Men Legends II: Rise of Apocalypse (2005) — Sunfire
- Guild Wars Factions (2006) — Suun
- Marvel Heroes (2006) — Джиммі Ву
- Marvel: Ultimate Alliance (2006) — Старійшина / Фін Фан Фум / Мандарин / Нейтрон / Радіоактивна людина
- Lost Planet: Extreme Condition (2006) — Dennis Isenberg
- Spider-Man 3 (2007) — Dragon Tail Thug
- Syphon Filter: Logan's Shadow (2007) — Dr. Shen Rei
- Uncharted: Drake's Fortune (2007) — Eddy Raja
- The Golden Compass (2007) — Samoyed / Trollesund
- Lost Planet: Colonies (2008) — Dennis Isenberg
- Kung Fu Panda (2008) — Master Monkey
- Metal Gear Solid 4: Guns of the Patriots (2008) — Jonathan
- Prototype (2009)
- Indiana Jones and the Staff of Kings (2009) — Blind Duck
- Uncharted 2: Among Thieves (2009) — Eddy Raja
- Uncharted: Eye of Indra (2009) — Eddy Raja
- Lost Planet 2 (2010) — Additional voices
- Blur (2010) — Jun
- Mafia II (2010) — Zhe Yun Wong
- Kung Fu Panda 2 (2011) — Master Monkey
- Uncharted 3: Drake's Deception (2011) — Eddy Raja
- Hitman: Absolution (2012) — The King of Chinatown / Larry Clay / Chicago Cops / Vixen Club Bouncers / Blackwater Guards
- Fallout 4 (2015) — Jun Long / Doctor Sun
- Uncharted 4: A Thief's End (2016) — Eddy Raja
- Final Fantasy VII Remake (2020) — Professor Hojo
- Back 4 Blood, Tunnels of Terror expansion pack (2022) — Heng